# Marcos Vinícius Gomes Nascimento
Marcos Vinícius Gomes Nascimento, meglio noto come Marcos Vinícius (Santos, 27 giugno 1991), è un ex calciatore brasiliano, di ruolo difensore.

## Carriera
Nella stagione 2014-2015 ha giocato 4 partite nella massima serie portoghese con il Vitória Setúbal, inoltre, nella stagione 2013 ha giocato una partita nella seconda divisione brasiliana con il Palmeiras, con il quale ha anche vinto il campionato al termine della stagione.

## Statistiche

### Presenze e reti nei club
Statistiche aggiornate al 17 ottobre 2021.
| Stagione        | Squadra          | Campionato      | Campionato | Campionato | Coppe nazionali | Coppe nazionali | Coppe nazionali | Coppe continentali | Coppe continentali | Coppe continentali | Altre coppe | Altre coppe | Altre coppe | Totale | Totale |
| Stagione        | Squadra          | Comp            | Pres       | Reti       | Comp            | Pres            | Reti            | Comp               | Pres               | Reti               | Comp        | Pres        | Reti        | Pres   | Reti   |
| --------------- | ---------------- | --------------- | ---------- | ---------- | --------------- | --------------- | --------------- | ------------------ | ------------------ | ------------------ | ----------- | ----------- | ----------- | ------ | ------ |
| 2011            | Ipitanga         | PD/BA           | 1          | 0          |                 | -               | -               |                    | -                  | -                  |             | -           | -           | 1      | 0      |
| 2012            | Palmeiras B      | A2/SP           | 16         | 2          |                 | -               | -               |                    | -                  | -                  |             | -           | -           | 16     | 2      |
| 2013            | Palmeiras        | A1/SP+B         | 1+1        | 0          |                 | -               | -               |                    | -                  | -                  |             | -           | -           | 2      | 0      |
| 2014            | Rio Claro        | A2/SP           | 12         | 0          |                 | -               | -               |                    | -                  | -                  |             | -           | -           | 12     | 0      |
| 2014-2015       | Vitória Setúbal  | PL              | 4          | 0          | CdL             | 1               | 0               |                    | -                  | -                  |             | -           | -           | 5      | 0      |
| 2016            | Santo André      | A2/SP           | 9          | 0          |                 | -               | -               |                    | -                  | -                  |             | -           | -           | 9      | 0      |
| 2017            | XV de Piracicaba | A2/SP           | 8          | 0          |                 | -               | -               |                    | -                  | -                  |             | -           | -           | 8      | 0      |
| 2018            | Portuguesa       | A2/SP           | 10         | 0          |                 | -               | -               |                    | -                  | -                  |             | -           | -           | 10     | 0      |
| 2019            | URT              | M1/MG           | 10         | 0          | CB              | 2               | 0               |                    | -                  | -                  |             | -           | -           | 12     | 0      |
| 2020            | Marília          | A3/SP           | 2          | 0          |                 | -               | -               |                    | -                  | -                  |             | -           | -           | 2      | 0      |
| Totale carriera | Totale carriera  | Totale carriera | 74         | 2          |                 | 3               | 0               |                    | -                  | -                  |             | -           | -           | 77     | 2      |

## Palmarès

### Club

#### Competizioni nazionali
- Campeonato Brasileiro Série B: 1

Palmeiras: 2013

#### Competizioni statali
- Campeonato Paulista Série A2: 1

Santo André: 2016